# Viriato Díaz-Pérez
Viriato Díaz Pérez y Martín de la Herrería (Madrid, 6 de julio de 1875 - Asunción, 25 de agosto de 1958) fue un escritor y profesor español, emigrado a Paraguay.

## Biografía

### Años en España
Nació en Madrid en 1875. Provenía de un linaje de intelectuales. Hijo de Nicolás Díaz-Pérez, conocido escritor, cronista oficial de Extremadura y autor del Diccionario Biográfico y Bibliográfico de Extremeños Ilustres, y de doña Emilia Martín de la Herrería, también escritora.
Obtuvo el grado académico de doctor en Filosofía y Letras en la Universidad Central de Madrid en 1900. Fue alumno de consagrados maestros como Menéndez y Pelayo, Giner de los Ríos, Moraita y Cordera.
Teósofo, republicano y orientalista publicó desde 1895 hasta su marcha al Paraguay numerosas obras y ensayos, dedicados a temas como: 
- La India,
- Algunos datos sobre la Antigua Literatura Hinda, Naturaleza y Función del lenguaje rítmico, tesis presentada en la Facultad de Filosofía y Letras de la Universidad de Madrid,
- El misticismo musulmán,
- Supernaturismo – Karma,
- La raíz an y sus significados, se denominó la tesis presentada al Congreso de Orientalistas, de Ámsterdam.

Desde 1902 ejerció el cargo de cónsul del Paraguay en España. En 1904 publicó en Madrid, en la Unión Iberoamericana, su trabajo “Movimiento Intelectual en el Paraguay”, en el que hacía un repaso de las principales personalidades del país. Fue, desde joven, colaborador en revistas hispánicas conjuntamente con los escritores de la generación del 98.

#### Trayectoria en Paraguay
En 1906, atraído por sus románticos efluvios –según expresión de Carlos R. Centurión– y animado por el joven político y escritor paraguayo Hérib Campos Cervera que lo visitó en España, viajó al Paraguay, donde se radicó. Contrajo matrimonio con Leticia Godoi Rivarola, hija de Juan Silvano Godoi. De dicha unión nacieron sus hijos Fernán y Rodrigo, el segundo dedicado a la poesía.  
El Museo y Biblioteca que lleva el nombre del ilustre Juan Silvano Godoi fue frecuentado por Díaz-Pérez. 
Dedicó su vida a la docencia y a la vida intelectual. También ocupó cargos como los de jefe del Archivo Nacional, director general de la Biblioteca y Museo de Bellas Artes de Asunción, miembro paleógrafo de la Comisión de Límites con Bolivia. 
En 1907 organizó el círculo literario llamado “La Colmena” que congregó intelectuales como Rafael Barret, Juan E. O’Leary, Manuel Domínguez, Arsenio López Decoud, Modesto Guggiari, Juan Silvano Godoi, Carlos R. Centurión, Fulgencio R. Moreno, Ricardo Brugada (h.), Juan Casabianca, Ignacio A. Pane y Ramón V. Caballero, entre otros. 
Participó en diversos actos culturales de divulgación internacional con Argentina, Brasil, Uruguay, Estados Unidos, España, Italia y Alemania. Asistió en 1916 como delegado paraguayo al Congreso de Bibliografía e Historia realizado en Buenos Aires, donde presentó su obra Polibiblión Paraguayo, una guía de indicaciones bibliográficas sobre el Paraguay.
Fecundo conferenciante y con una sólida cultura humanista, falleció en Asunción el 25 de agosto de 1958.

## Obras
Fue redactor principal de la importante Revista del Instituto Paraguayo.
En 1913, creó la Revista Paraguaya. 
En 1924, redactó el informe oficial presentado a la Sociedad de las Naciones, sobre “La cultura y la escultura en el Paraguay”.
En 1925, participó en la Revista del Paraguay, dirigida por el investigador y poeta Enrique Parodi.
Organizó el Segundo Congreso Internacional de Historia y Geografía de América, llevado a cabo en Asunción el 12 de octubre de 1926.
En 1930, publicó en La Asunción un estudio denominado “Las comunidades peninsulares en su relación con los levantamientos comuneros americanos y en especial con la Revolución Comunera del Paraguay”.
En 1948, colaboró con su monografía “La literatura en el Paraguay” para integrar la gran Historia Universal de la Literatura, de Prapoline, enciclopedia de XIII volúmenes.